# Taurus T4
O Taurus T4 é um fuzil fabricado pela Taurus Armas. Foi apresentado no SHOT Show de 2017. O Taurus T4 é basicamente um clone da M4 totalmente fabricado nas instalações da empresa, agora concentrada na cidade de São Leopoldo, Brasil. O Taurus T4 está disponível em três versões, com dois comprimentos de cano diferentes; todas vêm com coronhas retráteis de seis posições e trilhos de acessórios Picatinny. O fuzil Taurus T4 foi idealizado para uso militar e policial.

## Usuários
- Brasil: usado por várias agências policiais, entre elas, a Polícia Militar de Santa Catarina e a Guarda Municipal de diversas cidades, dentre as quais, a Guarda Civil Metropolitana de São Paulo.[3] [4]Além de função limitada pelo Exército.[5]
- Senegal: Gendarmerie Nationale Sénégalaise.[6]
- Filipinas: Exército Filipino.[7]